# Metamorfózis (film, 2006)
A Metamorfózis (angolul: Metamorphosis) egy 2006-ban magyar-brit-német-osztrák-svéd-kanadai koprodukcióban készült horrorfilm, amit Hódi Jenő rendezett.

## Történet
Kaith, a középkori misztikus történetek megszállottja két barátjával Kelet-Európába utazik. Itt Kaith beleszeret a világ legszebb nőjébe, Erzsébetbe, aki Báthory Erzsébet grófnő lánya. Azonban a Báthoryak esküdt ellensége, Constantine bosszút esküszik, így a fiatalokra nemsokára vámpírtámadás és egyéb égi csapások várnak.

## Szereplők
- Christopher Lambert (hangja: Szakácsi Sándor) – Constantine Thurzó
- Correy Sevier (hangja: Miller Zoltán) – Keith
- Irina A. Hoffmann (hangja: Létay Dóra) – Erzsébet, Báthory Erzsébet lánya napjainkban
- Charlie Hollway (hangja: Hamvas Dániel) – J.J.
- Jennifer Higham (hangja: Molnár Ilona) – Kim
- Kern András – Alexevis testvér
- Ganxsta Zolee – Igor
- Szabó Győző – pap
- Koncz Gábor – Thurzó György nádor
- Kováts Adél – Báthory Erzsébet
- Florentine Lamhe (hangja: Schell Judit) – Sabine
- Anje Kruse (hangja: Ráckevei Anna) – Katalin nővér
- Kulka János – Brakos atya
- Fekete Laura – Erzsébet, a gyerek
- Bicskey Lukács – helyi rosszfiú 1.
- Serflek József – helyi rosszfiú 2.
- Hódi Jenő – vámpírvadász
- Kolba Vilmos – szerzetes a monostorban
- Pálfi Szilvia – udvarhölgy
- Pat Bako – Blecha Norbert
- Szabó Ferenc – Norbert embere
- Ferenczi Zsolt – gyerek a kastélyban 1.
- Ferenczi Roland – gyerek a kastélyban 2.
- Tóth Kovács András – sírásó
- Mike Sándor – öregember
- Menszátor Magdolna – Keith anyjának a hangja
- Varga Tamás – Keith apjának a hangja
- Morvay Bence – Keith, a gyerek hangja
- Helyey László – narrátor

## Érdekesség
A film mozi premierjét A harag napja című film bemutatója miatt eltolták, végül csak DVD premierje lett.

## Díjak
- 2006: Esteponai Nemzetközi Horror -és Fantasy Filmfesztivál: Legjobb rendező és színésznő
- 2007: Campobassoi Nemzetközi Filmfesztivál: Legjobb rendező

## Külső hivatkozások
- Metamorfózis a PORT.hu-n (magyarul)
- Metamorfózis az Internetes Szinkronadatbázisban (magyarul)
- Metamorfózis az Internet Movie Database-ben (angolul)
- Metamorfózis a Rotten Tomatoeson (angolul)
- Metamorfózis a Box Office Mojón (angolul)
- FilmKatalogus.hu
- SG.hu